# Martin Speiser
Martin Speiser (* 28. Oktober 1983 in St. Pölten) ist ein ehemaliger österreichischer Basketballspieler. Er spielte beim UBC St. Pölten.

## Laufbahn
Speiser ab mit 16 Jahren zum Basketballsport, durchlief die Jugendabteilung des UBC St. Pölten und schaffte den Sprung in die Herrenmannschaft. 2004 stieg er mit dieser in die Bundesliga auf. Er entwickelte sich zum Leistungsträger der Mannschaft und wurde Kapitän. Den besten Punkteschnitt seiner Bundesliga-Laufbahn erzielte er in der Saison 2008/09, als er je Begegnung 18,7 Zähler verbuchte. 2014 stieg er mit St. Pölten in die zweite Liga ab und blieb seinem Heimatverein auch hier treu. In den Spieljahren 2014/15 sowie 2015/16 kürte ihn der Internetdienst eurobasket.com zum „Spieler des Jahres“ in der 2. Bundesliga. 2016 führte er die Mannschaft zum Gewinn des Zweitligatitels. Der beruflich als Lehrer für Englisch und Sport tätige Speiser spielte bis 2019.

### Nationalmannschaft
Speiser war österreichischer Teamspieler und nahm mit der Nationalmannschaft unter anderem an Ausscheidungswettkämpfen für die Europameisterschaft teil. Er bestritt im Zeitraum 2008 bis 2010 insgesamt 26 Länderspiele.